# Bálint Gaál
Bálint Gaál (sinh 14 tháng 7 năm 1991) là một cầu thủ bóng đá Hungary hiện tại thi đấu cho Vasas SC.

## Thống kê câu lạc bộ
| Câu lạc bộ          | Mùa giải | Giải vô địch | Giải vô địch | Cúp     | Cúp       | Cúp Liên đoàn | Cúp Liên đoàn | Châu Âu | Châu Âu   | Tổng    | Tổng      |
| Câu lạc bộ          | Mùa giải | Số trận      | Bàn thắng    | Số trận | Bàn thắng | Số trận       | Bàn thắng     | Số trận | Bàn thắng | Số trận | Bàn thắng |
| ------------------- | -------- | ------------ | ------------ | ------- | --------- | ------------- | ------------- | ------- | --------- | ------- | --------- |
| Hartberg            |          |              |              |         |           |               |               |         |           |         |           |
| 2008–09             | 3        | 0            | 0            | 0       | 0         | 0             | 0             | 0       | 3         | 0       |           |
| Tổng                | 3        | 0            | 0            | 0       | 0         | 0             | 0             | 0       | 3         | 0       |           |
| Ajka                |          |              |              |         |           |               |               |         |           |         |           |
| 2009–10             | 25       | 4            | 3            | 1       | 0         | 0             | 0             | 0       | 28        | 5       |           |
| 2010–11             | 23       | 10           | 1            | 1       | 0         | 0             | 0             | 0       | 24        | 11      |           |
| 2011–12             | 22       | 9            | 1            | 1       | 0         | 0             | 0             | 0       | 23        | 10      |           |
| Tổng                | 70       | 23           | 5            | 3       | 0         | 0             | 0             | 0       | 75        | 26      |           |
| Sopron              |          |              |              |         |           |               |               |         |           |         |           |
| 2012–13             | 19       | 5            | 3            | 2       | 0         | 0             | 0             | 0       | 22        | 7       |           |
| 2013–14             | 30       | 9            | 2            | 2       | 3         | 1             | 0             | 0       | 35        | 12      |           |
| Tổng                | 49       | 14           | 5            | 4       | 3         | 1             | 0             | 0       | 57        | 19      |           |
| Haladás             |          |              |              |         |           |               |               |         |           |         |           |
| 2014–15             | 11       | 1            | 3            | 3       | 1         | 1             | 0             | 0       | 15        | 5       |           |
| Tổng                | 11       | 1            | 3            | 3       | 1         | 1             | 0             | 0       | 15        | 5       |           |
| Tổng cộng sự nghiệp |          | 133          | 38           | 13      | 10        | 4             | 2             | 0       | 0         | 150     | 50        |

Cập nhật theo các trận đấu đã diễn ra tính đến ngày 26 tháng 10 năm 2014.